# Ivan Botev
Ivan Botev (en búlgaro: Иван Ботев, 30 de mayo de 1955-20 de febrero de 2007) fue un deportista búlgaro que compitió en remo. Ganó dos medallas de bronce en el Campeonato Mundial de Remo, en los años 1977 y 1978.

## Palmarés internacional
| Campeonato Mundial | Campeonato Mundial        | Campeonato Mundial | Campeonato Mundial |
| Año                | Lugar                     | Medalla            | Prueba             |
| ------------------ | ------------------------- | ------------------ | ------------------ |
| 1977               | Ámsterdam (Países Bajos)  | Medalla de bronce  | Cuatro con timonel |
| 1978               | Cambridge (Nueva Zelanda) | Medalla de bronce  | Cuatro con timonel |